# Parafia św. Bartłomieja w Głogówku
Parafia Świętego Bartłomieja w Głogówku – parafia rzymskokatolicka, znajdująca się w dekanacie Głogówek. Została założona w 1284 roku. Jej obecnym proboszczem jest ks. Ryszard Kinder. Mieści się przy ulicy Kościelnej.

## Historia parafii (kalendarium)
- 10.06.1284 – Pierwszy wzmianka o głogóweckim proboszczu Tilo.
- 02.02.1298 – Wydanie najstarszej znanej autentycznej pieczęci Głogówka
- 24.02.1379 – Książę Henryk Niemodliński podnosi kościół parafialny św. Bartłomieja do godności kolegiaty z 4 prałatami. Obok buduje szkołę kolegiacką. Nadzór nad nią miał prałat - scholastyk.
- 02.06.1379 – Kuria Biskupia we Wrocławiu, na wniosek księcia Henryka, przyznała głogóweckim prałatom prawo noszenia takich samych szat jak we Wrocławiu.
- 25.02.1380 – Książę Henryk Niemodliński przyznaje kapitule głogóweckiej i kanonikom fundacji kościoła św. Bartłomieja wieczny czynsz w formie sześciu wiader miodu.
- 05.07.1395 – Papież Bonifacy IX nakazuje Nikolausowi, opatowi klasztoru św. Maryi na Piasku we Wrocławiu, sprawdzić, czy nowo ufundowana (1379) kolegiata pod wezwaniem św. Bartłomieja w Głogówku (superiori Glogovia) służy mnożeniu słowa bożego i bożych przykazań. W takim wypadku opat Nikolaus fundację ma potwierdzić, co czyni sześć miesięcy później.
- 13.03.1428 – Husyci napadają Głogówek, grabią miasto, palą kościół oraz klasztor franciszkanów. Książę Bolko V wypędza resztę mnichów z Głogówka i rozwiązuje kolegiatę.
- 12.03.1441 – Głogówecki kanonik Otto pojawia się przed biskupem we Wrocławiu i wyjaśnia, że nie jest w stanie uiścić należności (w kwocie 5 marek) za ołtarz, z powodu spustoszenia miasta przez taborytów (wojna husycka w 1428 roku).
- 03.06.1461 – Książę opolski Mikołaj I oddaje kolegiacie głogóweckiej, przez księcia Bolka V wcześniej zagarnięte dobra i otwiera ponownie klasztor franciszkański.
- 06. 06.1463 – Nuncjusz papieski na Polskę, Śląsk i Prusy Jeronimus, pozwala odprawiać msze w kościele kolegiackim w Głogówku i chować zmarłych wiernych na cmentarzu (zniesienie ekskomuniki ogłoszonej w czasie wojen husyckich).
- 21.02.1557 – Reformacja na Śląsku (w Głogówku pierwsi protestanci znajdują się już w 1524 roku). Cesarz nakazuje naczelnikowi śląskiemu Janowi von Oppersdorff ochraniać katolików.
- 10.06.1601 – Kaplicę przy prezbiterium przekształcono na kaplicę Oppersdorffów, kryptę przeznaczono na miejsce grzebalne.
- 23.04.1603 – Baron Jan Jerzy II ofiarowuje 100 talarów na szkołę przy głogóweckiej kolegiacie, gdyż ta, z powodu braku wpływów z czynszów, nie gwarantowała odpowiedniego poziomu nauczania.
- 24.11.1618 – Fundacja Jan Jerzego III von Oppersdorffa w wysokości 5.461 talarów, na utrzymywanie dwóch wikariuszy w kolegiacie głogóweckiej.
- 24.04.1629 – Jan Jerzy III funduje dziekanowi głogóweckiemu (dr Adam Karas von Rhombstein) rocznie 200 talarów i przekazuje mu dwa kościoły filialne w Rzepczu i Nowym Browińcu. Dziekan zobowiązuje się za to na utrzymywanie dwóch wikariuszy. Prałat - scholastyk zostaje zobowiązany do przebywania na stałe w głogóweckiej kolegiacie oraz do odprawiania mszy w języku niemieckim.
- 1641 – Papież Urban VIII ofiaruje ordynatowi relikwię św. Kandydy - rzymskiej męczenniczki. 20.04.1642 Biskup wrocławski Johann Balthasar Liesch von Hornau poświadcza, że jezuita Christophorus Scheiner otrzymał w Rzymie relikwie św. Kandydy i pozwala nosić je w czasie procesji.
- 19.04.1649  – Hrabia Jan Jerzy III nakazuje Radzie Miejskiej upominać i karać mieszczan, którzy nie biorą udziału w procesji na Gliniana Górkę i procesji Bożego Ciała.
- 24.06.1649  – Sakramentu bierzmowania "młodym i starym mieszkańcom miasta" udziela w Głogówku wrocławski biskup Johann Balthasar Liesch von Hornau.
- 26.12.1651 – Uroczyste poświęcenie kaplicy Operrsdorffów w kościele parafialnym.
- 17.10.1655 - 18.12.1655 – W okresie potopu szwedzkiego króla Jan Kazimierz Waza z żoną Ludwiką Marią Gonzagą i całym dworem byli gośćmi hrabiego Franciszka Euzebiusza Oppersdorffa.
- 1658 – Cesarz nadaje tutejszym dziekanom prawa infułatów (mogą używać insygniów biskupich mitrę i pastorał), podnosząc tym znaczenie kolegiaty. Zaczął się kolejny i najdłuższy okres świetności kościoła.
- 08.12.1660 – Dziekan głogówecki Georg Karl Rotter von Löwenfeld (1646-1676) otrzymuje insygnia biskupie.
- 1688 – Prałat Aleksander Ouarachetti de Pellizzario funduje kaplicę Św. Józefa.
- 21.05.1697 – Piorun uderzył w kościół parafialny niszcząc obie wieże. Zostaną odbudowane dopiero 80 lat później przez prałata Antona Borka.
- 1705 – Z fundacji - wdowy Anny Pietruszki z Oraczy został zbudowany kościół cmentarny pw. Krzyża św.
- 1773 – Hrabia Henryk Ferdynand odbudowuje szpital i buduje nowy kościół św. Mikołaja.
- 1775 – Sebastini wykonywał dekorację kaplicy św. Józefa i to za darmo jako wotum.
- 1776 - 1781 – Nad barokizacją kolegiaty pracują Franciszek Sebastini i Jana Schubert.
- 1806 – Ludwig van Beethoven przebywa w Głogówku i dedykuje hrabiemu Franzowi Joachimowi von Oppersdorff IV Symfonię B.dur Op. 60.
- 29.06.1807 – Hrabia Marc-Marie Marquis de Bombelles zostaje proboszczem Głogówka.
- 1810 – Rozwiązanie kolegiaty, która po niemal trzech i pół wiekach istnienia przestała funkcjonować (sekularyzacja). Ostatnim prałatem infułatem był hrabia Marek Maria de Bombelles.
- 1819 – Marc-Marie Marquis de Bombelles zostaje wyświecony na biskupa francuskiej diecezji Amiens.
- 03.06.1892 – Na ślub hrabiny Johanny von Oppersdorff z księciem Hugo von Radolin przybywa do Głogówka cesarz Wilhelm II i przebywa tu dwa dni.
- 04.10.1900 – Proboszczem zostaje ks. Ludwig Hoffrichter z Poczdamu.
- 1906 – Przeprowadzono gruntowną renowację malowideł ściennych i sztukaterii kościoła parafialnego. Autorek autorskiej renowacji był malarz Joseph Langer
- 09.07.1918 – Na potrzeby toczącej się I wojny światowej zostają zdjęte i rozbite dzwony kościelne: trzy z kościoła parafialnego, jeden z kościoła klasztornego i jeden z Rzepcza.
- 13.06 1924 – Bierzmowania w Głogówku i okolicznych wioskach dokonuje arcybiskup wrocławski Adolf Bertram.
- 21.03.1932 – Podczas uroczystych obchodów, proboszcz Leo Schall poświęcił nowe dzwony kościoła parafialnego.
- 21.12 1946 – Z powodu braku duchowieństwa diecezjalnego obowiązki duszpasterskie w parafii przejmują Franciszkanie.
- Maj 1965 – Peregrynacja Jasnogórskiego obrazu.
- 1969-1970 – Zofia Nawara z Krakowa wraz z zespołem dokonuje oczyszczenia malowideł i dekoracji kościoła. Sebastiniego.
- 1992 – Powracają księża diecezjalni, którzy przejmują obowiązki duszpasterskie.
- Wrzesień 1995 – Peregrynacja Jasnogórskiego obrazu.
- 05.10.2004 – Sąd Gospodarczy w Opolu wpisał do rejestru Fundację Glogovia, która została powołana do życia celem wspierania zabytkowych obiektów naszej parafii.
- 14.10.2005 – Rozpoczęły uroczyste obchody roku Jubileuszu 300 LAT KOŚCIOŁA św. Krzyża na głogóweckim cmentarzu. W uroczystość Podwyższenia Krzyża Świętego. Sumie Pontyfikalnej sprawowanej o godz. 19.00 przewodniczył ks. bp prof. Jan Kopiec.
- maj - październik 2006 – Konserwator Leszek Niziński wykonał parce konserwatorskie w kaplicy Oppersdorffów.
- 2007 - 2008 – Przeprowadzono prace remontowe przy dachu i elewacji kościoła św. Mikołaja.
- W latach 2007- 2021 – zespół konserwatorów pod nadzorem dra hab. Jarosława Adamowicza z Krakowa zrealizował kompleksową konserwację barokowych sztukaterii i malowideł ściennych w głogóweckiej kolegiacie[2]

## Proboszczowie parafii i dziekani kolegiaty
- około 1248 r. – Thilo (pierwszy odnotowany proboszcz)
- od 1379 r. – powołanie kolegiaty (dziekan kolegiaty pełni równocześnie obowiązki proboszcza)
- około 1384 r. – Nicolaus Petri
- około 1390 r. – Johannes de
- około 1398 r. – Stephanus de Lobén
- około 1419 r. – Jacobus de Neunitz
- około 1428 r. – Petrus Rykol
- 1428 r. - 1463 r. – Rozwiązanie kolegiaty z powodu najazdu husytów - parafia bez kapłanów
- około 1466 r. – Franziskus Macha
- 1524r. - 1572 r. – kościół w rękach protestantów
- około 1530 r. – Nikolaus
- około 1540 r. – Vinzentius Zbynko
- około 1548 r. – Johann Augustini, Christophor Piskorzik/Piskorsch (w zastępstwie)
- 1548r. - 1572 r. – Martin Saita (pastor ewangelicki)
- od 1578 – kościół ponownie w rękach katolików
- 1578 r. - 1594 r. – Albert Petritius
- 1594 r. - 1623 r. – Georg Quatius
- 1623 r. - 1646 r. – dr Adam Caras von Romstein
- 1646 r. - 1676 r. – Georg Karl Rotter von Löwenfeld
- 1677 r. - 1681 r. – Johann Georg von Praschenfeld
- 1681 r. - 1692 r. – Alexander Guarichetti de Pellizzano
- 1692 r. - 1701 r. – Anton Ignatz Münzer
- 1702 r. - 1721 r. – Balthasar Hoffmann
- 1722 r. - 1737 r. – Anton von Schwabenheim
- 1737 r. - 1743 r. – Franz Karl Graf von Tenczin
- 1743 r. - 1768 r. – Johann Joseph von Falkenstein
- 1768 r. - 1781 r. – Anton Borek (prałat)
- 1781 r. - 1807 r. – Franz Richter
- 1808 r. - 1819 r. – Marcus Maria Graf de Bombelles (później biskup w Amiens)
- 1820 r. - 1825 r. – Ignaz Bolik
- 1825 r. - 1849 r. – Johann Peter Paul Matulke
- 1849 r. - 1851 r. – Ignaz Blasel
- 1852 r. - 1870 r. – Anton Hauschke
- 1871 r. – Wilhelm Weiss
- 1871 r. - 1900 r. – Alexander Tatzel
- 1900 r. - 1923 r. – Ludwig Hoffrichter
- 1924 r. - 1946 r. – Leo Schall (wysiedlony przez władze PRL
- 1946 r. - 1949 r. – Jakub Wiesław Pelc OFM Conv
- 1949 r. - 1957 r. – Atanazy Dydek OFM Conv.
- 1957 r. - 1962 r. – Emanuel Muzyka OFM Conv.
- 1963 r. - 1967 r. – Ryszard Musiał OFM Conv.
- 1967 r. – Ernest Białek OFM Conv.
- 1967 r. - 1971 r. – Józef Krajewski OFM Conv
- 1971 r. - 1977 r. – Ludwik Szetela, OFM Conv.
- 1977 r. - 1980 r. – Szczepan Kowalczyk OFM Conv.
- 1980 r. - 1984 r. – Józef Szańca OFM Conv.
- 1984 r. - 1989 r. – Stanisław Kucharski OFM Conv.
- 1989 r. - 1992 r. – Bolesław Stanisławiszyn OFM Conv (obecnie kapłan diecezjalny)
- 1992 r. - 1996 r. – ks. Henryk Pasieka
- 1996 r. - 2003 r. – ks. Winfried Watoła
- od 19.08. 2003 r. – ks. Ryszard Kinder[3]